# 島津家久
島津家久（1547年—1587年7月10日）是日本戰國時代及安土桃山時代的島津氏武將。島津貴久的四子、母親是本田丹波守親康的女兒。島津義久、島津義弘及島津歲久是他的異母兄長。幼名又七郎。受領官位為中務大輔，為永吉島津家的始創人。

## 生涯

### 略歷
家久在年幼的時候就被祖父——島津忠良評價為『深得軍法戰術的精妙』。他的初陣是在永祿4年（1561年）、與肝付氏交戰的廻坂合戰。家久在是次戰事中以15歲之齡就擊敗敵將工藤隱岐守。在其後的耳川之戰、沖田畷之戰及戶次川之戰等島津家的主要合戰中，家久充分發揮他在戰術方面的天分。

### 上洛
天正3年（1575年），家久代表島津氏前往伊勢神宮，向神祇道謝祂們在平定九州時、對島津家的加護。同年4月，家久寄宿於連歌師里村紹巴的弟子——心前的家中。在紹巴的介紹下結交京都的公家及堺的商人。另外，據說家久亦在上洛之時與織田信長及明智光秀作出交流。

### 沖田畷之戰
大友氏在耳川之戰後勢力急速衰退，肥前國的龍造寺隆信的勢力開始抬頭，於是島津氏與龍造寺氏開始爭奪九州的主宰權。
在是次戰事的初期，島津軍在築後國及肥後國被龍造寺軍壓制著。不過，位於肥前國西部的有馬晴信密謀脫離龍造寺氏的控制，遂向島津氏請求援軍，不經意間為島津軍創造出有利的條件。
天正12年（1584年）3月，島津軍以支援有馬氏的理由迎擊龍造寺軍，家久擔任是次戰事的總大將。島津軍及有馬軍合共有5000至8000人，龍造寺軍則有18000至60000人（兩軍人數在不同史書有不同的記載），雙方人數的差距非常懸殊。家久決定把龍造寺軍引到沖田畷這片狹隘的濕地，以島津家最擅長的戰法——釣野伏，以弓及鐵炮令敵軍陷入混亂狀態並且狙擊敵將。在戰事尾聲，龍造寺軍的總大將龍造寺隆信及許多龍造寺家的一門眾及重臣均被狙擊至死。
其後，主戰場再度移至築後國，島津軍從肥後國北進。作為隆信義弟的鍋島直茂為了表示徹底抗戰的意志，將島津軍送來的隆信的首級送回島津氏。不過，由於當時島津氏的勢力大大增強，直茂及龍造寺氏唯有與島津家和議。
沖田畷之戰的勝利，意味著在九州之內已沒有與島津氏匹敵的勢力。

### 戶次川之戰
島津氏為了稱霸九州，於是攻擊豐後國的大友氏。大友氏遂向豐臣秀吉請求援軍。天正14年（1586年），仙石秀久連同長宗我部元親、長宗我部信親及十河存保，率領6000人的豐臣連合軍的先鋒隊，登陸九州。家久率兵迎擊，在亂戰中雙方死傷4000人，長宗我部信親及十河存保戰死。島津家獲勝。

### 堅田合戰
天正十四年（1586年），島津家久攻打大友領梅牟禮城，梅牟禮城城主佐伯惟定接受山田匡得意見殺害家久的說客僧玄西堂，
家久見惟定無投降之意便率領約2000名士兵攻向佐伯領，但是遭到用兵精妙的山田匡得以1800名士兵擊敗。

#### 根白坂之戰
天正十五年（1587年）4月17日，島津義久和島津義弘打算和豐臣方決戰於日向國根白坂，但是因為豐臣秀長軍一早挖好陷阱建造板塀和空堀等軍事設施，射箭來阻礙島津方進攻。島津方始終衝不上板塀所在之處。在島津忠隣、猿渡信光戰死後島津方撤退。

### 謎一般的去世
其後，山田匡得開始與豐臣軍合流對抗島津家，另一方面島津義弘也攻不下志賀親次守備的岡城，見戰況越來越不利，不久家久以封地的條件，在三位兄長正式降伏之前與豐臣秀長單獨講和。天正15年（1587年）舊曆6月5日（亦即新曆7月10日），家久於佐土原城突然去世。他的死因有不少說法，有豐臣氏毒殺、島津氏毒殺、病死等等的說法。不過，毒殺家久對豐臣家及島津家並沒有太大的好處，而且在秀長的近侍——福地長通寫給島津義弘的書信中，有家久生病的記錄。因此，後世大多認為家久是急病去世。

## 系譜
家久的妻子是重臣樺山善久的女兒。長子島津豐久在關原之役中擔任殿軍並壯烈戰死，次子忠仍則被東鄉家收為養子。次女嫁給島津氏的庶系——佐多氏的佐多久慶，三女則嫁給相良家家老犬童賴兄的兒子——相良賴安。另外，家久的姪子、義弘的三子島津忠恒受到德川家康的偏諱，改名為家久。